# (9435) Odafukashi
(9435) Odafukashi est un astéroïde de la ceinture principale.

## Description
(9435) Odafukashi est un astéroïde de la ceinture principale. Il fut découvert le 12 février 1997 à Oizumi par Takao Kobayashi. Il présente une orbite caractérisée par un demi-grand axe de 2,16 UA, une excentricité de 0,07 et une inclinaison de 4,1° par rapport à l'écliptique.

## Compléments